# Eriospermum marginatum
Eriospermum marginatum là một loài thực vật có hoa trong họ Măng tây. Loài này được Marloth ex P.L.Perry mô tả khoa học đầu tiên năm 1989.